# Mortal Kombat (jeu vidéo, 1992)
Pour les articles homonymes, voir Mortal Kombat (homonymie).
Mortal Kombat (communément abrégé en MK) est un jeu vidéo de Midway Manufacturing Company sorti sur borne d'arcade en 1992,, célèbre pour sa violence, sa brutalité et son côté gore.
L'histoire se centre sur un tournoi du nom de Mortal Kombat organisé par le maléfique sorcier Shang Tsung.
Le jeu a connu un très fort succès ce qui a donné suite à un second volet, Mortal Kombat II en 1993.

## Trame
Il y a 500 ans, le tournoi annuel Shaolin, le plus prestigieux tournoi de combat du monde, a été interrompu par l'apparition d'un vieux sorcier et d'une étrange créature à quatre bras, qui a participé au tournoi et a vaincu le Grand Kung Lao. Ce guerrier Shokan était le combattant mi-humain, mi-dragon nommé Goro, et il est devenu le champion ultime des combats au cours des cinq cents prochaines années. Tout cela faisait partie du plan de Shang Tsung visant à faire basculer la balance dans le chaos et à aider l'Outre-Monde à conquérir le royaume de la Terre.
Un moine shaolin digne de ce nom, Liu Kang, se rendrait au tournoi dans l’intention de rétablir l’équilibre aux côtés de l’artiste martial hollywoodien Johnny Cage et de la soldate des forces spéciales Sonya Blade, également entrés dans le tournoi et se liant d'amitié à Kang lorsqu’une bagarre éclata entre lui et Kano.
Le guerrier Sub-Zero du clan Lin Kuei a été invité à se joindre au tournoi par Shang Tsung lui-même. Selon ses crédits de Mortal Kombat, il s’est rendu au tournoi pour assassiner Shang Tsung, à la demande d’un riche ennemi du sorcier. Ceci, cependant, n'a jamais été mentionné à nouveau. Le ninja mort-vivant Scorpion du clan Shirai Ryu est entré dans le tournoi avec l'intention de tuer Sub-Zero, estimant que Sub-Zero était responsable de l'assassinat de son clan, de sa famille et aussi d'avoir causé sa mort.
Shang Tsung a également demandé à Raiden, le dieu du tonnerre, et Raiden lui-même s'est vanté que "tous ceux qui s'opposeraient à Raiden seraient écrasés". Il a pris la forme d'un mortel afin de participer au tournoi.
Kano, le voyou le plus diabolique du dragon noir, était poursuivi par une unité des forces spéciales américaines, dirigée par le lieutenant Sonya Blade, lorsqu'il a réussi à monter sur le bateau menant au tournoi; Son objectif dans le tournoi était de piller le palais de Shang Tsung (où les murs auraient été faits d'or). Une fois que Sonya et ses hommes sont arrivés, Shang Tsung prend l'armée de Sonya en embuscade par son armée personnelle. L’unité des forces spéciales a été prise dans l’attaque surprise et Sonya n’a donc pas eu d’autre choix que de participer au tournoi afin de sauver son équipe.
Ainsi le tournoi a eu lieu.
Alors que l'Outre-Monde avait déjà remporté 9 tournois consécutifs, nos héros devraient éviter la 10ᵉ défaite du Royaume de la Terre, sinon toute l'humanité s'effondrerait dans les ténèbres de l'Outre-Monde.

## Système de jeu

### Généralités
Ce jeu était une réponse de Midway au jeu de combat très réussi Street Fighter II de Capcom, qui a engendré un certain nombre de suites et de jeux associés. Cependant, il utilisait un système de combat différent de la formule Street Fighter, qui était utilisée dans toutes les suites jusqu'à Mortal Kombat: Deadly Alliance. Les commandes consistaient en cinq boutons disposés en «X»: un coup de poing fort, un coup de pied bas, un coup de pied bas, un coup bas et un bouton de blocage, ainsi qu’un joystick à huit positions. Contrairement à Street Fighter, les personnages ne bloquaient pas lorsqu'ils se retiraient ou s'accroupissaient, mais il fallait appuyer sur le bouton de blocage pour bloquer les niveaux. Même dans ce cas, les personnages subiraient des dégâts réduits, quel que soit leur impact, lors du blocage. Si les deux combattants étaient proches l'un de l'autre, le fait d'appuyer sur l'un des boutons d'attaque donnerait un coup différent: un coup de poing bas se transformait en une projection, un coup de poing haut se transformait en coup de coude ou un revers du poing, et le coup de pied se transformait en coup de genou. S'accroupir et frapper l'un ou l'autre coup donna un uppercut, qui fut la frappe la plus lourde du match. Les coups de pied sautés et les coups accroupis ont été exécutés de la même manière que Street Fighter.
Au contraire de Street Fighter II dont les personnages sont dessinés, l'animation de Mortal Kombat est composée d'images numérisées (à partir de séquences filmées d'acteurs effectuant les différents mouvements) ce qui donne un rendu assez inhabituel : le graphisme des personnages est très fin, leurs animations sont fluides mais ne s'enchaînent pas toujours parfaitement (défaut inhérent à la technique utilisée). Seul l'animation du sous-Boss a nécessité le recours à la technique appelée stop-motion.
Le jeu a conservé un système de notation similaire (basé sur les hits réussis, le mini-jeu "Test Your Might" et d'autres bonus) à ces jeux; cela serait abandonné lors d'entrées ultérieures dans la série Mortal Kombat en faveur du décompte des victoires.
Une autre innovation du jeu est la Fatality, un coup de grâce spécial exécuté contre un adversaire vaincu pour le tuer d'une manière horrible. Par exemple, Sub-Zero saisirait un adversaire vaincu par la tête, puis lui déchirerait la tête et la colonne vertébrale, tandis que son corps s'effondrerait au sol dans une flaque de sang. Les Fatalities ne peuvent être exécutées qu'après avoir vaincu votre adversaire au combat (ayant pour effet d'afficher le message "Finish him/her!", signifiant "Achevez le/la!") et constituent essentiellement une sorte de danse de victoire mémorable et horrible.
Mortal Kombat a également introduit le concept de jonglerie, une idée si populaire qu'il s'est répandu dans des épisodes ultérieurs de la série et même dans d'autres jeux et genres de combat. La jonglerie profite du fait que lorsqu'un personnage est lancé dans les airs, il ne peut pas être contrôlé tant qu'il n'a pas atterri et ne se relève. L'idée derrière la jonglerie est de projeter l'ennemi dans les airs, puis de suivre d'autres mouvements de combat pour le garder. Théoriquement, on pouvait frapper son adversaire jusqu'à la mort sans subir de dégâts, même si cela était difficile à réaliser en pratique.
Mortal Kombat a également changé la façon dont les mouvements spéciaux ont été effectués. Street Fighter (et de nombreux autres jeux de combat) a effectué la plupart des mouvements spéciaux en fractions de cercles (généralement pleins, demi-quart ou quart) sur le joystick, suivis d'une pression sur un bouton (un quart de cercle en avant plus un coup de poing). Mortal Kombat a été le premier à introduire des mouvements qui n'exigeaient pas d'appuyer sur un bouton (tels que tapotement en arrière, tapotement en arrière, puis en avant), et seuls quelques-uns des mouvements spéciaux nécessitaient un mouvement par manipulateur circulaire.
Autre innovation : le jeu apporte pour la première fois dans un jeu de combat un personnage dit « secret ». Il s'agit de Reptile, l'assassin vert qu'il est possible d'affronter à partir d'un double flawless victory (victoire parfaite) finit par une fatality dans le niveau The Pit. Le joueur affronte Reptile en bas de l'arène, celui-ci possède les coups de Sub-Zero et de Scorpion et se déplace et attaque plus rapidement. Reptile deviendra un personnage jouable avec sa propre histoire et ses propres coups à partir de Mortal Kombat II.

### Personnages

#### Personnages jouables
Voici la liste des personnages jouables ainsi que leurs fatalities :
- Johnny Cage : un acteur hollywoodien qui veut prouver à ses critiques qu'il ne mise pas sur les effets spéciaux (donne un uppercut qui décapite l'adversaire)
- Liu Kang : un moine de la Société du Lotus Blanc venu pour éradiquer Shang Tsung (donne un uppercut qui envoie l’ennemi en l'air)
- Sub-Zero : un assassin du clan Lin Kuei pouvant contrôler la glace (arrache la tête et la colonne vertébrale de l'adversaire)
- Scorpion : un ninja du clan Shirai Ryu voulant tuer Sub-Zero durant le tournoi (enlève son masque qui laisse voir un crâne, et crache des flammes qui ne laissent que le squelette de la victime)
- Raiden : le dieu du tonnerre et de la foudre protégeant la Terre (électrocute puis fait exploser la tête du personnage)
- Sonya Blade : lieutenante des Forces Spéciales traquant le criminel Kano (souffle une sorte de boule de feu qui consume l'adversaire de la même façon que Scorpion)
- Kano : membre du Dragon Noir cherchant à voler les trésors de Shang Tsung (arrache le cœur de l'adversaire à main nue)

#### Personnages non-jouables
- Goro (Sous Boss), il est toutefois déblocable avec une manipulation secrète dans la version Game Boy, jusqu'à extinction de la console.
- Shang Tsung (Boss)
- Reptile (personnage caché et premier de l'histoire du jeu vidéo)

### Zones de combat (Kombat Zones)
Il y a au total sept terrains de combats :
- The Courtyard, la cour de Shang Tsung
- Palace Gates, l'entrée du palais
- Warrior Shrine, un 'musée' des combattants
- Throne Room, une salle faite d'or
- Goro's Lair, oú se tient le combat final
- The Pit, un pont au-dessus du vide
- The Pit Bottom (uniquement contre Reptile)

Notez que lorsqu'un joueur perd dans la zone The Pit, si le vainqueur lui inflige un uppercut, le malheureux tombe du pont et finit empalé dans un lit de lames.

## Développement

### Portages
Les principaux ports ont été lancés lors du Mortal Monday, en octobre 1993, où Midway en fera la promotion notamment avec des spots TV, chose assez rare à l'époque. De plus, tous les portages sortirent en même temps, en 1993. Il est à noter qu'il est impossible de mettre le jeu en pause, tout comme sur la borne d'arcade.
- Mega Drive : Cette version a été censurée, mais un code secret restaurait le sang et les fatalities de la version arcade. Les graphismes étaient cependant de qualité moindre, tout comme l'environnement sonore.
- Mega-CD : Quasiment identique à la précédente, hormis une amélioration au niveau du son, de l'animation et des graphismes de certains décors.
- Super Nintendo : Cette version a elle aussi été censurée, mais sans moyen de contourner cette censure (le sang a été transformé en sueur jaunâtre, et les Finish Him ont été édulcorés). Les graphismes des décors sont supérieurs à ceux de la Mega Drive et du Mega-CD. Par contre, il y a un temps de latence entre le moment où on appuie sur un bouton et l'action à l'écran[3].
- Game Boy : Un support limité, du fait des faibles capacités de la console. Johnny Cage et Reptile ont été retirés de cette version, qui, d'ailleurs est censurée sans possibilité de contourner cette censure. Néanmoins, Goro peut y être débloqué et joué.
- Game Gear et Master System : Même remarque, sauf que ce sont cette fois Kano et Reptile qui sont retirés. Il existe aussi, comme sur Mega Drive, un code permettant de restaurer le sang et les fatalités originales.
- Commodore Amiga (Ordinateur) : Cette version, qui n'est pas censurée, fut fameuse pour son système de contrôle avec un joystick et un unique bouton, ce qui amena un gameplay sensiblement différent. Les graphismes sont un portage direct de la version Mega Drive, les plans de scrollings différentiels en moins.
- IBM PC (Ordinateur) : Ce fut le portage le plus proche de la version arcade.

Un nouveau portage est réalisé en 2004 : les éditions spéciales de Mortal Kombat Deception, du nom de « Premium Pack » sur PlayStation 2 et « Kollector's Edition » sur Xbox, contiennent en bonus la parfaite version originale de Mortal Kombat.

### Équipe
- Design et software : Ed Boon
- Design et graphismes : John Tobias
- Musique et son : Dan Forden
- Décors : John Vogel
- Producteurs exécutifs : Neil Nicastro, Ken Fedesna
- Senior hardware technician : Sheridan Oursler
- Cabinet designer : Ray Czajka
- character design de Goro : John Tobias
- Maquettes Stop Motion : Curt Chiarelli

## Distribution
Ci-dessous les acteurs qui ont permis la création des personnages selon la technique des images numérisées :
- Daniel Pesina : Johnny Cage, Scorpion, Sub-Zero et Reptile
- Richard Divizio : Kano
- Carlos Pesina : Raiden
- Ho Sung Pak : Liu Kang et Shang Tsung
- Elizabeth Malecki : Sonya Blade